# 脊振山分屯基地
脊振山分屯基地（せふりさんぶんとんきち、JASDF Sefurisan Sub Base）是日本航空自衛隊春日基地的分屯基地，位于佐賀縣神埼市，在脊振山山頂部。駐有第43警戒群。
分屯基地司令由第43警戒群司令兼任。

## 部署部隊
- 第43警戒群